# Susanne Barth
Susanne Barth (* 17. August 1944 in Nagykároly, deutsch Groß-Karol, Königreich Ungarn) ist eine deutsche Schauspielerin. Sie arbeitete unter anderem den Regisseuren Peter Palitzsch, Hans Neuenfels, Adolf Dresen, Dimiter Gotscheff, Frank Castorf, Günther Krämer und Jette Steckel.

## Leben
Nach dem Abitur besuchte Barth die Staatliche Schauspielschule Hannover. Von 1968 bis 1974 war sie an den Städtischen Bühnen Frankfurt engagiert und spielte dort unter anderem die Frau Gabor in Frühlings Erwachen (Regie Peter Palitzsch), eingeladen zum Theatertreffen in Berlin und auch in Fleißers Fegefeuer in Ingolstadt (Regie Hans Neuenfels). Im Jahre 1969 war sie in der ersten Folge der Krimiserie Der Kommissar zu sehen.
Ab 1974 war sie freiberufliche Schauspielerin. Von 1976 bis 1985 nahm sie einen Lehrauftrag an der Schauspielschule Stuttgart an. Sie spielte Gastrollen am Staatstheater Stuttgart, zum Beispiel 1975 in der Uraufführung von Botho Strauß’ Bekannte Gesichter, gemischte Gefühle (Regie Niels-Peter Rudolph), eingeladen zum Theatertreffen in Berlin oder 1983 als Martha in Albees Wer hat Angst vor Virginia Woolf? (Regie Thomas Schulte-Michels). Engagements an zahlreichen deutschen Bühnen führten sie unter anderem nach Frankfurt, Stuttgart, Hamburg, Düsseldorf und München, da mit „Im Gartenhaus“ von Jane Bowles ebenfalls zum Berliner Theatertreffen eingeladen. Zudem gehört sie zum festen Ensemble des Schauspiels Köln, in dem sie durch ihr facettenreiches Spiel auffiel. Auch an der Folkwangschule in Essen hatte sie über Jahre einen Lehrauftrag. 
Sie ist Gast am Schauspielhaus Bochum, an dem sie unter der Regie von Elmar Goerden in der Uraufführung von Roland Schimmelpfennigs Besuch bei dem Vater und als Valérie in Wienerwald mitspielt. Zudem sah man sie in zahlreichen Fernsehrollen, zum Beispiel 2005 in einer Wilsberg-Folge. Barth wurde 2001 zur besten Schauspielerin in NRW für ihre Rolle in Geist von Margaret Edson gekürt. Im Jahre 2009 übernahm sie einen neuen Lehrauftrag an der staatlichen Hochschule für Musik und Darstellende Kunst Frankfurt am Main, der 2012 beendet war. Am Schauspiel Köln war sie in zwei Inszenierungen von Karin Beier zu sehen: Die Schmutzigen, die Hässlichen & die Gemeinen und Das Werk von Elfriede Jelinek – beide eingeladen zum Berliner Theatertreffen. Unter der Intendanz von Stephan Bachmann spielte sie 2014 in Dogville (Regie: Bastian Kraft).

## Filmografie
- 1967: Schinderhannes
- 1968: Schmutzige Hände
- 1969: Toter Herr im Regen (Fernsehserie Der Kommissar)
- 1971: Die Messe der erfüllten Wünsche
- 1974: Die Bettelprinzess
- 1975: Baby Hamilton oder Das kommt in den besten Familien vor
- 1977: Pariser Geschichten (Fernsehserie)
- 1981: Sternensommer (6 Folgen)
- 2005: Wilsberg: Schuld und Sünde
- 2008: Rennschwein Rudi Rüssel
- 2010: Ihr mich auch